# Teatro Principal (Caracas)
El Teatro Principal de Caracas es un espacio dedicado a la representación espectáculos musicales, culturales y obras de teatro. Está ubicado en el centro histórico de la ciudad de Caracas, Venezuela, específicamente en las adyacencias de la Plaza Bolívar.
Fue inaugurado el 18 de abril de 1931, siendo una obra del arquitecto Gustavo Wallis Legórburu. En su época fue el primer edificio en Venezuela que contó con armazón de acero, balcón delantero y un tratamiento acústico en las paredes. Fue también el segundo cine principal de la ciudad capital con 760 butacas para el público. En mayo de 1935 se presentó en su escenario el legendario Carlos Gardel ofreciendo una de sus últimas actuaciones ya que perecería un mes después el 24 de junio en Medellín (Colombia). Desde entonces, este espacio es reconocido por los caraqueños como sitio simbólico del tango y el teatro.  En el año 1953 fue remodelado, lo que ocasionó que se destruyera parte de la decoración interior art déco. En 1990 se convirtió en una sala de cine mexicano. Se mantuvo cerrado durante varios años hasta que fue reinaugurado en julio de 2011, en el marco de la celebración del Bicentenario de la Independencia de Venezuela. Este teatro fue reinaugurado por el Gobierno del Distrito Capital (GDC) y la Alcaldía de Caracas, tras un proceso de restauración de fachada, vestíbulo, iluminación monumental, ascensor, tramoya y escena. Cuenta con 710 asientos, repartidos en patio, 465; primer balcón, 123; y segundo balcón, 122. Esta remodelación no fue un hecho aislado, sino que formó parte de la recuperación del casco histórico de Caracas emprendida durante el Gobierno de Hugo Chávez que rescató viejos teatros, salas de cine y casas históricas que habían terminado como espacios comerciales como zapaterías. Actualmente en él se encuentra la sede de la Fundación para la Identidad Caraqueña, ente adscrito del Gobierno del Distrito Capital.

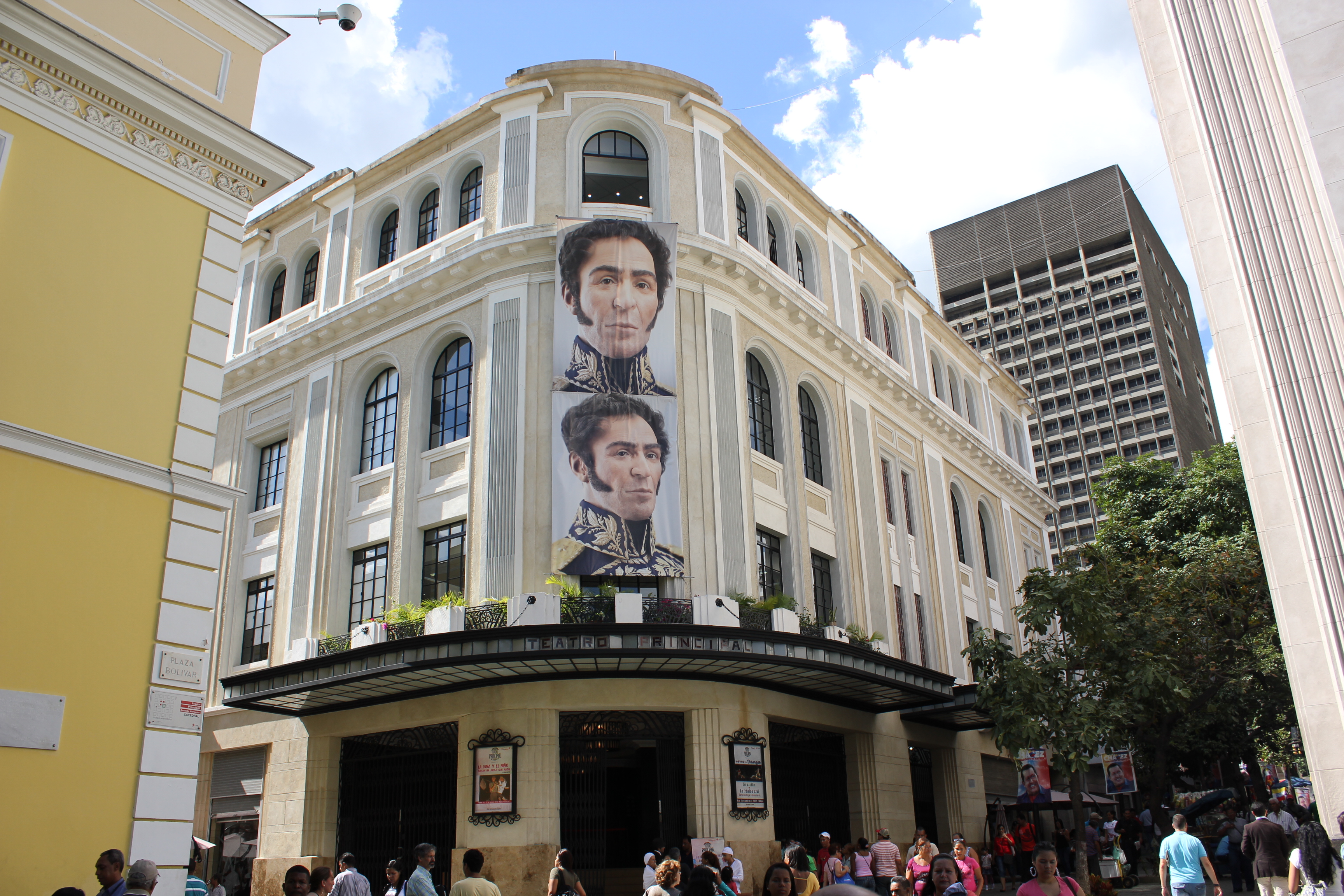